# Nelson Zamora
Nelson Zamora, vollständiger Name Nelson Ernesto Zamora Villalba , (* 5. April 1959) ist ein ehemaliger uruguayischer Leichtathlet. Auch sein Sohn Andrés Zamora ist als Langstreckenläufer aktiv.

## Karriere
Der 1,72 Meter große Marathonläufer Zamora gehörte dem uruguayischen Aufgebot bei den Südamerikaspielen 1986 in Chile an. 1987 nahm er mit der uruguayischen Mannschaft an den Panamerikanischen Spielen in Indianapolis teil und wurde mit einer gelaufenen Zeit von 2:36:23 Stunden Neunter. 1991 lief er mit einer Zeit von 2:18:54 Stunden seine persönliche Bestzeit auf der Marathon-Strecke. Im Marathon ging er auch als Mitglied des uruguayischen Olympiakaders bei den Olympischen Sommerspielen 1992 in Barcelona an den Start. Im Endklassement belegte er den 54. Platz.

## Persönliche Bestleistungen
- Marathon: 2:18:54 h, 1991